# Nova (láser)

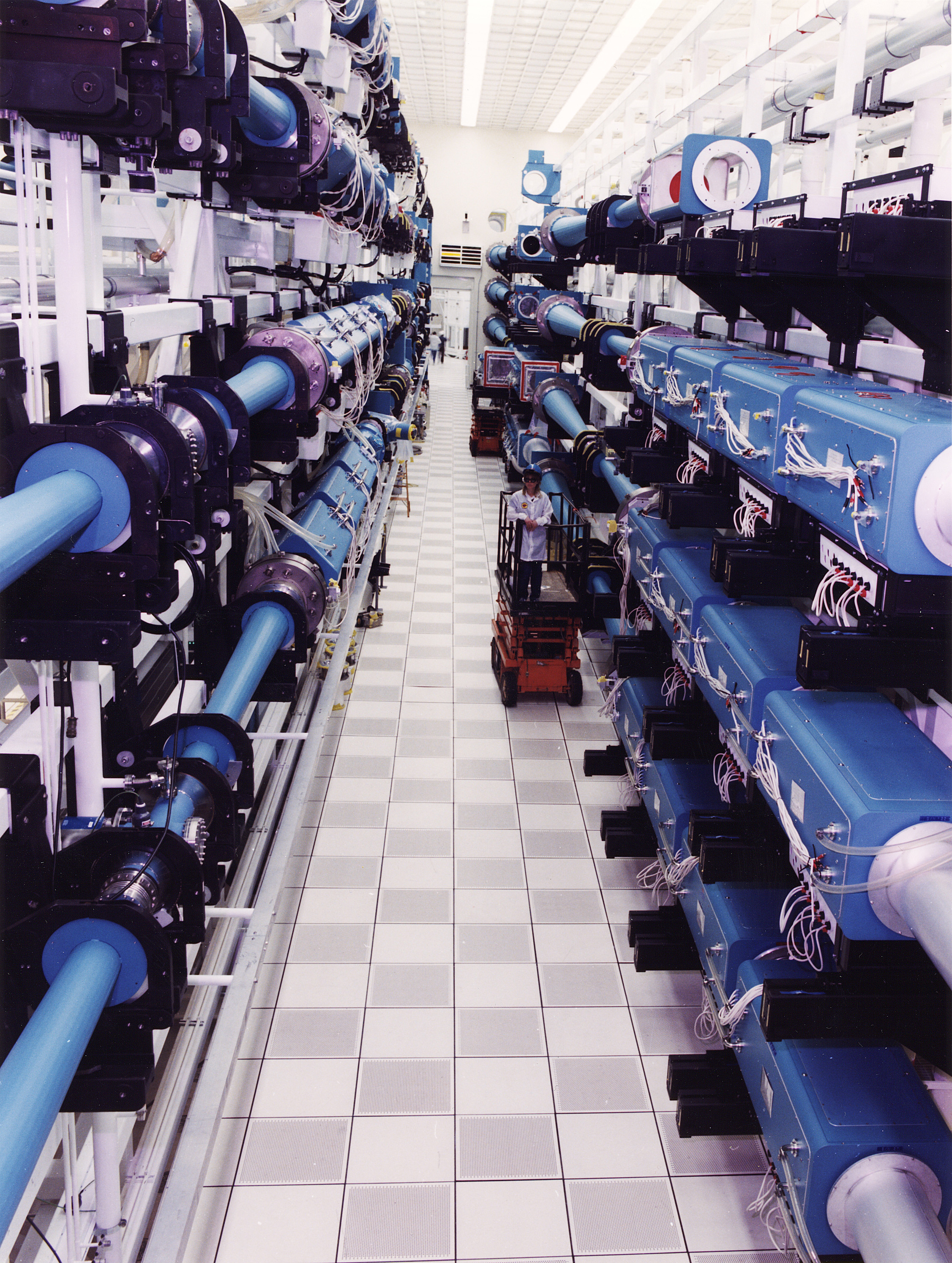
Vista de la bahía láser de Nova entre dos bancos de líneas de luz. Las cajas azules contienen los amplificadores y sus "bombas" de tubo de flash, los tubos entre los bancos de amplificadores son los filtros espaciales.

Nova fue un láser de alta potencia construido en el Laboratorio Nacional Lawrence Livermore (LLNL) en California, Estados Unidos, en 1984 que llevó a cabo experimentos avanzados de fusión por confinamiento inercial (ICF) hasta su desmantelamiento en 1999. Nova fue el primer experimento ICF construido con la intención de llegar a la "ignición", una reacción en cadena de fusión nuclear que libera una gran cantidad de energía. Aunque Nova fracasó en este objetivo, los datos que generó definieron claramente que el problema se debía sobre todo a la inestabilidad Rayleigh-Taylor, lo que condujo al diseño de la Instalación Nacional de Ignición, sucesora de Nova. Nova también generó cantidades considerables de datos sobre la física de la materia de alta densidad, independientemente de la falta de ignición, que son útiles tanto en la investigación de las armas nucleares como en la de la energía de fusión.

## Antecedentes
Los dispositivos de fusión por confinamiento inercial (ICF, por sus siglas en inglés) utilizan impulsores para calentar rápidamente las capas externas de un blanco con el fin de comprimirlo. El blanco es una pequeña pastilla esférica que contiene unos miligramos de combustible de fusión, normalmente una mezcla de deuterio y tritio. El calor del láser de conducción quema la superficie de la pastilla hasta convertirla en plasma, que explota fuera de la superficie. La parte restante del blanco es impulsada hacia el interior debido a la Tercera Ley de Newton, colapsando finalmente en un pequeño punto de muy alta densidad. 
La rápida expulsión también crea una onda de choque que viaja hacia el centro del combustible comprimido. Cuando llega al centro del combustible y se encuentra con el choque procedente del otro lado del blanco, la energía de la onda de choque calienta y comprime aún más el pequeño volumen a su alrededor. Si la temperatura y la densidad de ese pequeño punto pueden elevarse lo suficiente, se producirán reacciones de fusión en una pequeña porción del combustible 
Las reacciones de fusión liberan partículas de alta energía, algunas de las cuales (principalmente partículas alfa) chocan con el combustible de alta densidad que queda a su alrededor y se ralentizan. Esto calienta el combustible y puede provocar su fusión. Si las condiciones generales del combustible comprimido son las adecuadas (densidad y temperatura suficientes), este proceso de calentamiento puede dar lugar a una reacción en cadena que queme el combustible desde el centro donde la onda de choque inició la reacción. Se trata de una condición conocida como ignición, que puede provocar la fusión de una parte significativa del combustible del blanco y la liberación de grandes cantidades de energía. 
Hasta la fecha, la mayoría de los experimentos de ICF han utilizado láseres para calentar los objetivos. Los cálculos muestran que la energía debe suministrarse rápidamente para comprimir el núcleo antes de que se desintegre y crear una onda de choque adecuada. La energía también debe concentrarse de forma extremadamente uniforme en la superficie exterior del objetivo para colapsar el combustible en un núcleo simétrico. Aunque se han sugerido otros "impulsores", sobre todo iones pesados impulsados en aceleradores de partículas, los láseres son actualmente los únicos dispositivos con la combinación adecuada de características  

## Historia
La historia de LLNL con el programa ICF comienza con el físico John Nuckolls, quien predijo en 1972 que la ignición podría lograrse con energías láser de alrededor de 1 kJ, mientras que la "alta ganancia" requeriría energías en torno a 1 MJ. Aunque parezca una energía muy baja en comparación con las máquinas modernas, en aquel momento estaba justo por encima del estado de la técnica, y dio lugar a una serie de programas para producir láseres en este rango de potencia.
Antes de la construcción de Nova, el LLNL había diseñado y construido una serie de láseres cada vez mayores que exploraban los problemas del diseño básico del ICF. El LLNL estaba interesado principalmente en el láser de Nd:vidrio, que, en aquel momento, era uno de los pocos diseños de láser de alta energía conocidos. El LLNL había decidido desde el principio concentrarse en los láseres de vidrio, mientras que otras instalaciones estudiaban láseres de gas que utilizaban dióxido de carbono (por ejemplo, el láser Antares, Laboratorio Nacional de Los Álamos ) o KrF (p. ej. Láser Nike, Laboratorio de Investigaciones Navales). Hasta entonces no se había intentado construir grandes láseres de Nd:vidrio, y las primeras investigaciones del LLNL se centraron principalmente en cómo fabricar estos dispositivos. 
Uno de los problemas era la homogeneidad de los haces. Incluso pequeñas variaciones en la intensidad de los haces provocaban un "autoenfoque" en el aire y la óptica de cristal en un proceso conocido como lente de Kerr. El haz resultante incluía pequeños "filamentos" de altísima intensidad luminosa, tan alta que dañaría la óptica de cristal del dispositivo. Este problema se resolvió en el láser Cyclops con la introducción de la técnica de filtrado espacial. A Cyclops le siguió el láser Argus, de mayor potencia, que exploró los problemas de controlar más de un haz e iluminar un objetivo de forma más uniforme. Todo este trabajo culminó en el láser Shiva, un diseño de prueba de concepto para un sistema de alta potencia que incluía 20 "amplificadores láser" independientes que se dirigían alrededor del objetivo para iluminarlo.
Fue durante los experimentos con Shiva cuando apareció otro grave problema inesperado. Se descubrió que la luz infrarroja generada por los láseres Nd:vidrio interactuaba fuertemente con los electrones del plasma creado durante el calentamiento inicial a través del proceso de dispersión Raman estimulada. Este proceso, denominado "precalentamiento de electrones calientes", absorbió gran parte de la energía del láser y provocó el calentamiento del núcleo del blanco antes de que alcanzara su máxima compresión. Esto significaba que se depositaba mucha menos energía en el centro del colapso, tanto por la reducción de la energía de implosión como por la fuerza hacia el exterior del núcleo calentado. Aunque se sabía que las longitudes de onda más cortas reducirían este problema, antes se esperaba que las frecuencias IR utilizadas en Shiva fueran "suficientemente cortas". Pero no fue así.
Se buscó una solución a este problema en forma de multiplicadores de frecuencia eficaces, dispositivos ópticos que combinan varios fotones en uno de mayor energía y, por tanto, frecuencia. Estos dispositivos se introdujeron rápidamente y se probaron experimentalmente en el láser OMEGA y otros, demostrando su eficacia. Aunque el proceso sólo es eficaz en un 50% aproximadamente y se pierde la mitad de la potencia original del láser, la luz ultravioleta resultante se acopla de forma mucho más eficaz al plasma objetivo y es mucho más efectiva para colapsar el objetivo hasta una alta densidad.
Con estas soluciones en la mano, el LLNL decidió construir un dispositivo con la potencia necesaria para producir las condiciones de ignición. El diseño comenzó a finales de la década de 1970, y la construcción siguió poco después, empezando por el láser Novette de banco de pruebas para validar el diseño básico de la línea de luz y el multiplicador de frecuencia. Era una época de repetidas crisis energéticas en EE. UU. y no era difícil encontrar financiación dadas las grandes cantidades de dinero disponibles para la investigación de energías alternativas y armas nucleares.

## Diseño

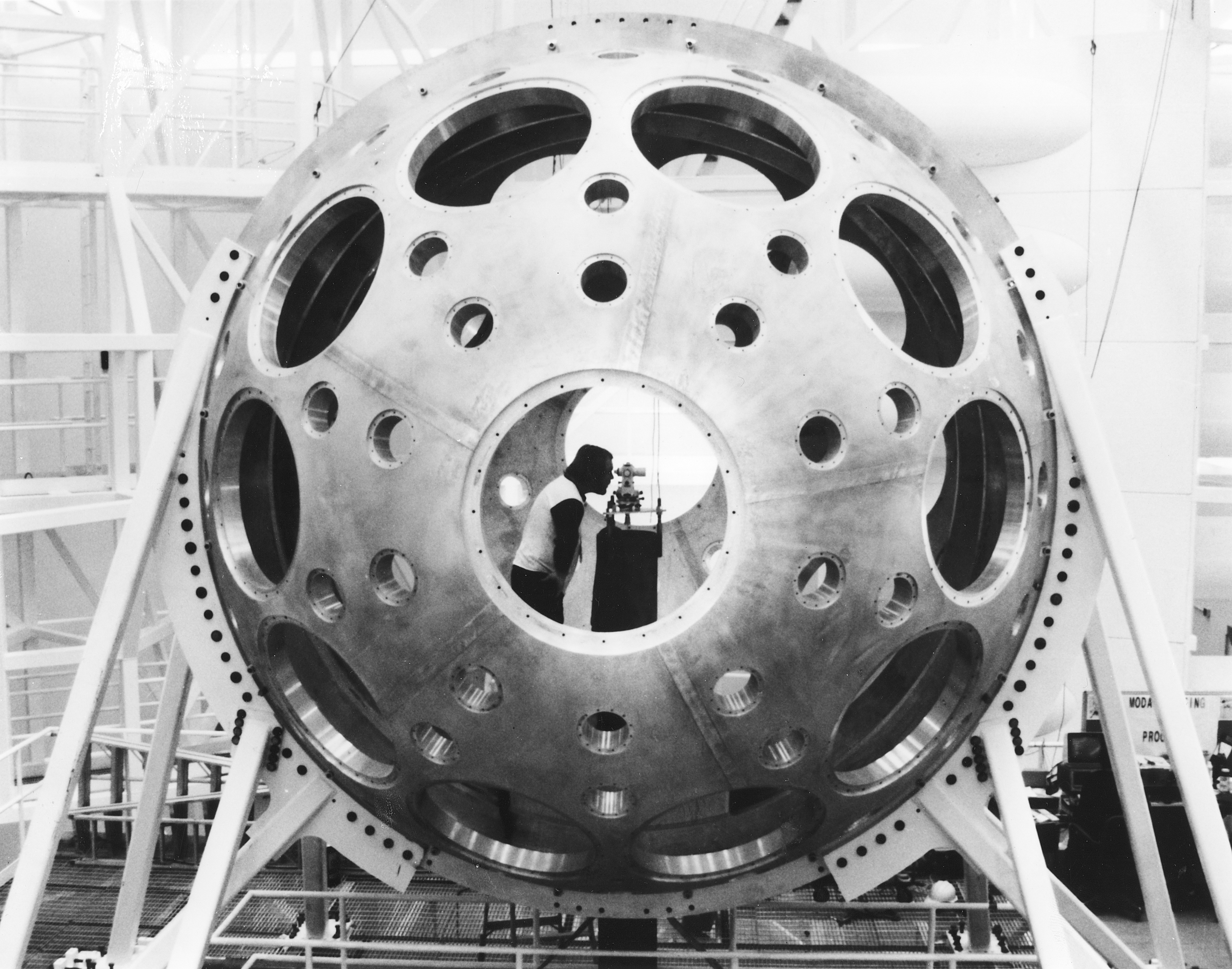
La cámara del objetivo láser Nova durante la alineación y la instalación inicial (hacia principios de la década de 1980). Algunos de los orificios de mayor diámetro albergan diversos dispositivos de medición, que están diseñados con un tamaño estándar para encajar en estos puertos, mientras que otros se utilizan como puertos de haz.

Durante la fase inicial de construcción, Nuckolls encontró un error en sus cálculos, y una revisión de octubre de 1979 presidida por John Foster Jr. de TRW confirmó que no había forma de que Nova alcanzara la ignición. El diseño de Nova se modificó entonces en un diseño más pequeño que añadía conversión de frecuencia a luz de 351 nm, lo que aumentaría la eficacia del acoplamiento. El "nuevo Nova" surgió como un sistema con diez amplificadores láser, o beamlines. Cada línea estaba formada por una serie de amplificadores Nd:vidrio separados por filtros espaciales y otras ópticas para limpiar los haces resultantes. Aunque ya en Shiva se conocían las técnicas para plegar las líneas de haces, en aquel momento no estaban bien desarrolladas. Nova terminó con un único pliegue en su disposición, y la bahía láser que contenía las líneas de haz tenía 91 m  de largo. Para el observador casual, parece que contiene veinte líneas de luz de 91 m de longitud, pero debido al pliegue, cada una de las diez tiene en realidad casi 180 m de longitud óptica.
Antes del disparo, los amplificadores Nd:vidrio se bombean con una serie de lámparas de flash de xenón que los rodean. Parte de la luz producida por las lámparas es capturada por el vidrio, lo que provoca una inversión de población que permite la amplificación mediante emisión estimulada. Este proceso es bastante ineficaz, y sólo entre el 1 y el 1,5% de la potencia suministrada a las lámparas se convierte realmente en energía láser. Para producir la potencia de láser necesaria para Nova, las lámparas tenían que ser muy grandes y alimentarse de un gran banco de condensadores situado bajo la bahía láser. El destello también genera una gran cantidad de calor que deforma el cristal, lo que requiere tiempo para que las lámparas y el cristal se enfríen antes de que puedan dispararse de nuevo. Esto limita Nova a un máximo de seis disparos al día.
Una vez bombeado y listo para el disparo, se introduce un pequeño pulso de luz láser en las líneas de haz. Cada uno de los discos de Nd:vidrio inyecta potencia adicional en el haz a medida que éste los atraviesa. Tras pasar por varios amplificadores, el pulso de luz se "limpia" en un filtro espacial antes de introducirse en otra serie de amplificadores. En cada etapa se utilizaban ópticas adicionales para aumentar el diámetro del haz y permitir el uso de discos amplificadores cada vez mayores. En total, Nova contaba con quince amplificadores y cinco filtros de tamaño creciente en las líneas de haz, con la opción de añadir un amplificador adicional en la última etapa, aunque no está claro si se utilizaron en la práctica.
Desde allí, los diez haces pasan a la zona de experimentación situada en uno de los extremos de la bahía láser. Allí, una serie de espejos reflejan los haces para que incidan en el centro de la bahía desde todos los ángulos. Los dispositivos ópticos situados en algunas de las trayectorias ralentizan los haces para que todos lleguen al centro al mismo tiempo (en aproximadamente un picosegundo), ya que algunos de los haces tienen trayectorias más largas hacia el centro que otros. Los multiplicadores de frecuencia convierten la luz en verde y azul (UV) justo antes de entrar en la "cámara objetivo". Nova está dispuesto de modo que la luz verde o IR restante se concentra cerca del centro de la cámara.
El láser Nova en su conjunto era capaz de suministrar aproximadamente 100 kilojulios de luz infrarroja a 1054 nm, o 40-45 kilojulios de luz triplicada en frecuencia a 351 nm (el tercer armónico de la línea fundamental Nd:vidrio a 1054 nm) en una duración de pulso de unos 2 a 4 nanosegundos y, por tanto, era capaz de producir un pulso UV del orden de 16 billones de vatios.

## Fusión en Nova
La investigación sobre Nova se centró en el método de accionamiento indirecto, en el que la luz láser se enfoca sobre la superficie interior de una fina lámina metálica, normalmente de oro, plomo u otro metal de alta Z. Al calentarse con el láser, el metal irradia esta energía en forma de rayos X difusos, que son más eficaces que los UV para comprimir la pastilla de combustible. Para emitir rayos X, el metal debe calentarse a temperaturas muy elevadas, lo que consume una cantidad considerable de la energía del láser. Por tanto, aunque la compresión es más eficaz, la energía total suministrada al blanco es mucho menor. La razón de la conversión de rayos X no es mejorar el suministro de energía, sino "suavizar" el perfil energético; como la lámina metálica reparte un poco el calor, las anisotropías del láser original se reducen considerablemente.
Las láminas, o hohlraums, suelen estar formadas por pequeños cilindros de extremos abiertos, en los que el láser incide en ángulo oblicuo para golpear la superficie interior. Para apoyar la investigación sobre el accionamiento indirecto en Nova, se construyó una segunda zona experimental "más allá" de la principal, frente a la bahía del láser. El sistema estaba preparado para concentrar los diez haces en dos conjuntos de cinco cada uno, que pasaban a esta segunda zona y luego a cada extremo de la cámara objetivo, y de ahí a los hohlraums. 
Sin embargo, el método de accionamiento indirecto no se hizo público hasta 1993. Los documentos de la época de Nova publicados en revistas científicas generales y materiales similares o bien pasan por alto la cuestión, o bien dan a entender que Nova utilizaba el enfoque de accionamiento directo, careciendo de los hohlraums.

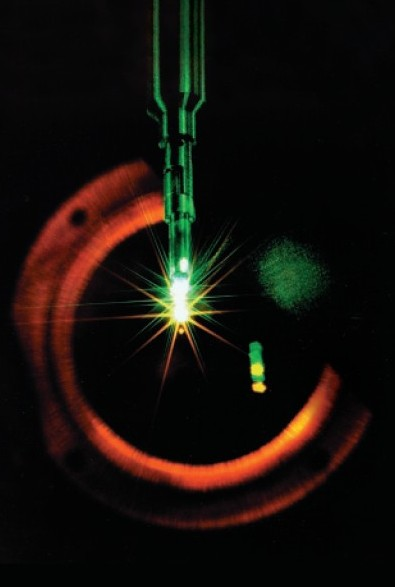
Implosión del blanco de fusión en Nova. La coloración verde del soporte del blanco se debe a la luz láser sobrante que se ha convertido sólo "a medias" a UV, deteniéndose en el verde. La óptica está diseñada para enfocar esta luz "a corta distancia" del blanco, y aquí incide en el soporte. También queda una pequeña cantidad de luz IR, pero no se aprecia en esta fotografía de luz visible. Se puede hacer una estimación del tamaño de la implosión comparando el tamaño del soporte del blanco aquí con la imagen de arriba.

Al igual que había ocurrido con el anterior Shiva, Nova no cumplió las expectativas en cuanto a producción de fusión. El rendimiento máximo de fusión de NOVA fue de unos 1013 neutrones por disparo. En este caso, el problema se debió a inestabilidades que provocaron una mezcla turbulenta del combustible durante el colapso y alteraron la formación y transmisión de la onda de choque. El problema se debió a la incapacidad de Nova para igualar la energía de salida de cada una de las líneas de haces, lo que supuso que diferentes zonas de la pastilla recibieran diferentes cantidades de calentamiento en toda su superficie. Esto dio lugar a puntos calientes en la pastilla que se imprimieron en el plasma en implosión, sembrando inestabilidades Rayleigh-Taylor y mezclando así el plasma para que el centro no colapsara uniformemente.
No obstante, Nova siguió siendo un instrumento útil incluso en su forma original, y la cámara de blancos principal y las líneas de haces se utilizaron durante muchos años, incluso después de que se modificara como se describe a continuación. A lo largo de su vida útil se intentaron diversas técnicas para suavizar los haces, tanto para mejorar Nova como para comprender mejor la fusión por confinamiento inercial. Estos experimentos contribuyeron considerablemente no sólo a la comprensión de la fusión por confinamiento inercial, sino también a la física de alta densidad en general, e incluso a la evolución de la galaxia y las supernovas.

## Modificaciones

### Dos haces de rayos
Poco después de terminar Nova, se hicieron modificaciones para mejorarlo como dispositivo experimental.
Uno de los problemas era que la cámara experimental tardaba mucho tiempo en reequiparse para otro disparo, más que el tiempo necesario para enfriar los láseres. Para mejorar la utilización del láser, se construyó una segunda cámara experimental detrás de la original, con una óptica que combinaba las diez líneas de haz en dos. Nova se había construido contra los antiguos edificios de Shiva, con las dos cámaras experimentales espalda con espalda y las líneas de haces extendiéndose hacia el exterior desde las zonas de objetivos centrales. El sistema de dos haces se instaló pasando las guías de haces y las ópticas relacionadas a través de la zona experimental de Shiva, entonces sin utilizar, y colocando la cámara experimental más pequeña en la bahía de haces de Shiva.

### Actualización del LMF y Nova
El éxito parcial de Nova, combinado con otras cifras experimentales, llevó al Departamento de Energía a solicitar una instalación militar de fusión por confinamiento inercial (ICF) a medida a la que llamaron "Laboratory Microfusion Facility" (LMF) que podría alcanzar un rendimiento de fusión de entre 100 y 1000 MJ.Basándose en los modelos informáticos LASNEX, se estimó que la LMF necesitaría un impulsor de unos 10 MJ, a pesar de que las pruebas nucleares sugerían una potencia superior. La construcción de un dispositivo de este tipo estaba dentro del estado de la técnica, pero sería caro, del orden de 1.000 millones de dólares. LLNL devolvió un diseño con un láser conductor de 5 MJ y 350 nm (UV) que sería capaz de alcanzar unos 200 MJ de rendimiento, lo que era suficiente para acceder a la mayoría de los objetivos del LMF. Se estimaba que el programa costaría unos 600 millones de dólares del año fiscal 1989, y otros 250 millones para ampliarlo a 1000 MJ en caso necesario, y que superaría con creces los 1.000 millones de dólares si el LMF cumplía todos los objetivos que pedía el DOE. Otros laboratorios también propusieron sus propios diseños de LMF utilizando otras tecnologías.
Ante este enorme proyecto, en 1989/90 la Academia Nacional de Ciencias llevó a cabo una segunda revisión de los intentos de la ICF estadounidense en nombre del Congreso de Estados Unidos. El informe concluía que "teniendo en cuenta las extrapolaciones necesarias en la física del blanco y el rendimiento del conductor, así como el coste probable de 1.000 millones de dólares, el comité cree que una LMF [es decir, una Instalación de Microfusión Láser con rendimientos de hasta un gigajulio] es un paso demasiado grande para darlo directamente desde el programa actual". Su informe sugería que el objetivo principal del programa a corto plazo debería ser resolver los diversos problemas relacionados con la ignición, y que no se debería intentar una LMF a gran escala hasta que estos problemas estuvieran resueltos. El informe también criticaba los experimentos con láser de gas que se estaban llevando a cabo en el LANL y sugería que se abandonaran, al igual que proyectos similares en otros laboratorios. El informe aceptaba las cifras de LASNEX y seguía aprobando un enfoque con una energía láser en torno a los 10 MJ. No obstante, los autores eran conscientes de la posibilidad de que los requisitos energéticos fueran mayores y señalaron: "De hecho, si resultara que se necesita un conductor de 100 MJ para la ignición y la ganancia, habría que replantearse todo el enfoque y la justificación de la ICF". En julio de 1992, el Laboratorio Nacional Lawrence Livermore (LLNL) respondió a estas sugerencias con el Nova Upgrade, que reutilizaría la mayor parte de la instalación Nova existente, junto con la instalación Shiva adyacente. El sistema resultante tendría una potencia mucho menor que el concepto LMF, con un impulsor de aproximadamente 1 a 2 MJ. El nuevo diseño incluía una serie de características que avanzaban el estado de la técnica en la sección del excitador, incluido el diseño multipase en los amplificadores principales, y 18 líneas de haz (frente a 10) que se dividían en 288 "beamlets" a medida que entraban en la zona objetivo con el fin de mejorar la uniformidad de la iluminación. Los planes preveían la instalación de dos bancos principales de líneas de rayos láser, uno en la actual sala de líneas de rayos Nova y el otro en el antiguo edificio Shiva, situado al lado, que se extendería a través de su bahía láser y zona objetivo hasta una zona objetivo Nova mejorada. Los láseres emitirían unos 500 TW en un pulso de 4 ns. Se esperaba que las mejoras permitieran al nuevo Nova producir rendimientos de fusión de entre 2 y 20 MJ. Las estimaciones iniciales de 1992 calculaban que los costes de construcción rondarían los 400 millones de dólares, y que la construcción tendría lugar entre 1995 y 1999.
Por razones que no están bien registradas en los archivos históricos, más tarde, en 1992, el LLNL actualizó su propuesta de mejora de Nova y declaró que los edificios Nova/Shiva existentes ya no serían capaces de contener el nuevo sistema, y que se necesitaría un nuevo edificio unas tres veces más grande. A partir de entonces, los planes evolucionaron hasta convertirse en la actual Instalación Nacional de Ignición (NIF)

### Petavatio
A finales de la década de 1980 se desarrolló un nuevo método para crear pulsos láser muy cortos pero de muy alta potencia, conocido como amplificación de pulso gorjeado o CPA. A partir de 1992, el personal del LLNL modificó uno de los brazos existentes de Nova para construir un láser CPA experimental que producía hasta 1,25 PW. Conocido simplemente como Petawatt, funcionó hasta 1999, cuando Nova fue desmantelado para dar paso al NIF

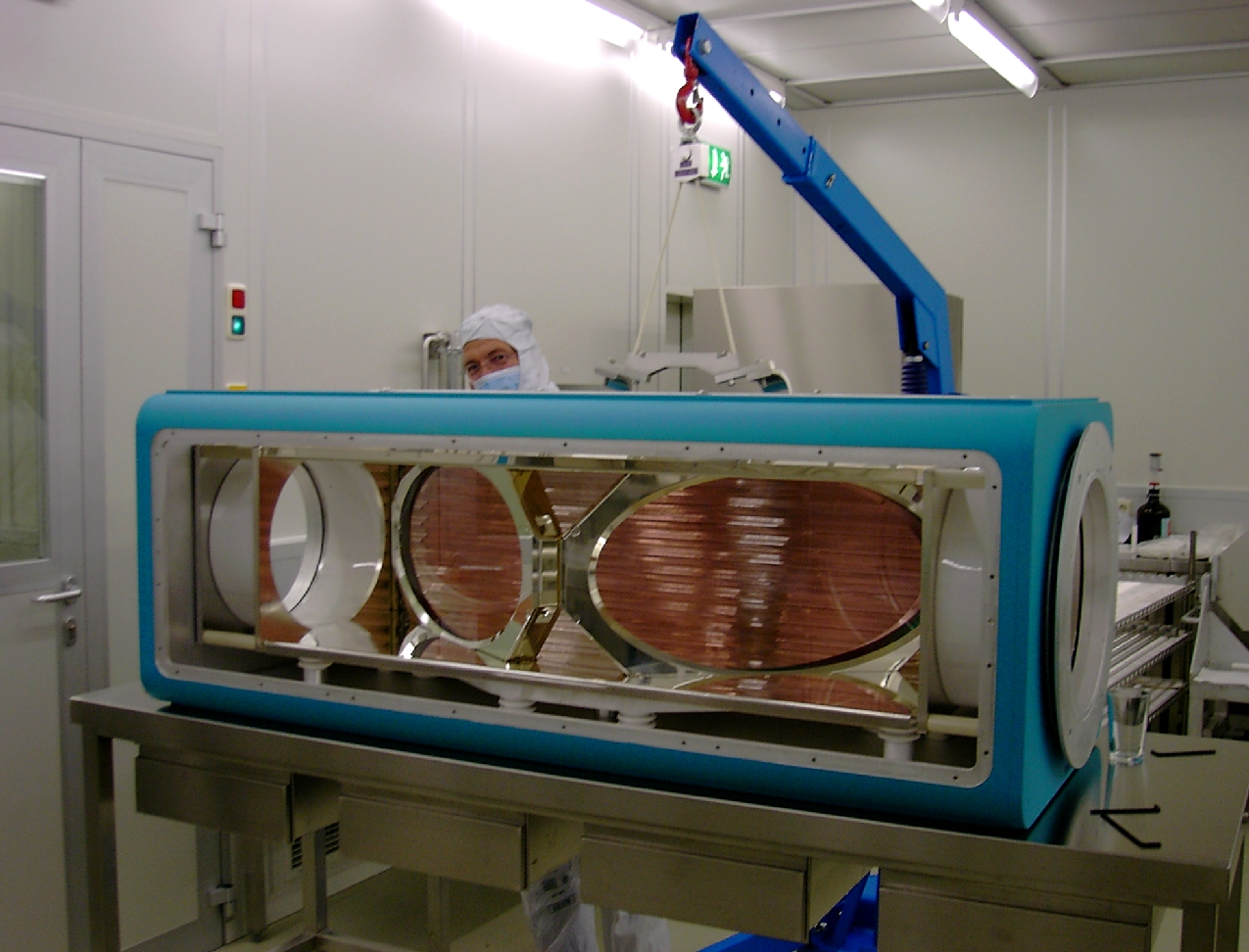
Un amplificador A315 abierto del sistema NOVA, prestado en 2003 a la instalación láser PHELIX del instituto GSI en Alemania; obsérvense los discos láser de forma octogonal en el centro, detrás se encuentra uno de los dos paneles de lámparas de destello utilizados para superar la inversión de población

El sistema básico de amplificación utilizado en Nova y otros láseres de alta potencia de su época estaba limitado en términos de densidad de potencia y longitud de pulso. Uno de los problemas era que el cristal del amplificador respondía durante un periodo de tiempo, no instantáneamente, y los pulsos muy cortos no se amplificaban con fuerza. Otro problema era que las altas densidades de potencia provocaban los mismos problemas de autoenfoque que habían causado problemas en diseños anteriores, pero a una magnitud tal que ni siquiera medidas como el filtrado espacial serían suficientes; de hecho, las densidades de potencia eran lo bastante altas como para provocar la formación de filamentos en el aire.
El CPA evita ambos problemas distribuyendo el pulso láser en el tiempo. Para ello, refleja un pulso relativamente multicromático (en comparación con la mayoría de los láseres) en una serie de dos rejillas de difracción, que lo dividen espacialmente en diferentes frecuencias, básicamente lo mismo que hace un simple prisma con la luz visible. Estas frecuencias individuales tienen que recorrer distancias diferentes cuando se reflejan en la línea de luz, lo que hace que el pulso se "alargue" en el tiempo. Este pulso más largo se introduce normalmente en los amplificadores, que ahora tienen tiempo para responder con normalidad. Tras la amplificación, los haces se envían a un segundo par de rejillas "a la inversa" para recombinarlos en un único pulso corto de alta potencia. Para evitar la filamentación o daños en los elementos ópticos, todo el extremo de la línea de haces se coloca en una gran cámara de vacío.
Aunque Petawatt contribuyó a sentar las bases prácticas del concepto de fusión de ignición rápida, cuando estuvo operativo como dispositivo de prueba de concepto, ya se había tomado la decisión de seguir adelante con el NIF. Se sigue trabajando en el enfoque de ignición rápida, y potencialmente se alcanzará un nivel de desarrollo muy superior al del NIF en HiPER, un sistema experimental que se está desarrollando en la Unión Europea.

## "Muerte" de Nova
Cuando Nova estaba siendo desmantelado para dar paso a NIF, la cámara de blancos fue prestada a Francia para su uso temporal durante el desarrollo de Laser Megajoule, un sistema similar a NIF en muchos aspectos. Este préstamo fue controvertido, ya que el único otro láser operativo en LLNL en ese momento, Beamlet (una única línea de luz experimental para NIF), había sido enviado recientemente al Laboratorio Nacional Sandia en Nuevo México. Esto dejaba al LLNL sin una gran instalación láser hasta que el NIF comenzara a funcionar, lo que se estimaba entonces que ocurriría como muy pronto en 2003. Las obras del NIF no se declararon formalmente terminadas hasta el 31 de marzo de 2009.